# 아칸소 주의회

아칸소 주의회(General Assembly of Arkansas)는 미국 아칸소주의 주의회이다. 입법부는 35명으로 구성된 아칸소주 상원과 100명으로 구성된 아칸소주 하원으로 구성된 양원제 기관이다. 135명의 하원의원과 주 상원의원은 모두 동일한 수의 선거구를 대표한다.
총회는 매년 둘째 월요일에 소집된다. 홀수 해에는 모든 법안이나 결의안을 고려할 수 있다. 짝수 해에는 예산안만 고려할 수 있다. 회기는 의회가 연장을 투표하지 않는 한 60일 동안 지속된다. 아칸소 주지사는 정기 회의 사이의 중간에 특별 회의를 "소집"할 수 있다. 총회는 리틀록에 있는 아칸소 주 의사당에서 열린다.

## 같이 보기
- 아칸소주